# Ministerstvo školství, výzkumu, vývoje a mládeže Slovenské republiky
Ministerstvo školství, výzkumu, vývoje a mládeže Slovenské republiky (slovensky Ministerstvo školstva, výskumu, vývoja a mládeže Slovenskej republiky) je ústřední orgán státní správy Slovenska pro školství a vzdělávání.

## Působnost ministerstva
- základní, střední a vysoké školy,
- školská zařízení,
- celoživotní vzdělávání,
- věda a technika,
- státní péče o mládež.

## Ministr školství
Ministerstvo školství řídí a za jeho činnost odpovídá ministr školství, kterého jmenuje prezident Slovenské republiky na návrh předsedy vlády Slovenska.
Současným ministrem školství je od 25. října 2023 Tomáš Drucker.

## Státní tajemník ministerstva školství
Ministra školství v době jeho nepřítomnosti zastupuje v rozsahu jeho práv a povinností státní tajemník. Ministr ho může pověřit, i v jiných případech, aby ho zastupoval v rozsahu jeho práv a povinností. Státní tajemník má při zastupovaní ministra na jednáních vlády poradní hlas. Státního tajemníka jmenuje a odvolává vláda na návrh ministra školství.